# Détaché
Détaché är en stråkart där stråken förs fram och tillbaka över strängen utan stopp vid stråkvändningar och utan att stråken lämnar strängen.